# Brikamanding
Brikamanding 1 est un village de la Casamance,(au sud du Sénégal. Situé à l'est de la Commune de Djinaky, plus précisément dans la Vallée Des Palmiers (zone des Palmiers). Il a comme villages voisins Wangaran à l'est, Samboulandiang (dans le Narang) à l'ouest, Suzana au sud, et Mongone au Nord.

## Géographie

### Population
| 1962                                                             | 1968 | 1975 | 1982 | 1990 | 1999 |
| ---------------------------------------------------------------- | ---- | ---- | ---- | ---- | ---- |
| 0                                                                | 0    | 0    | 0    | 0    | 0    |
| Nombre retenu à partir de 1962 : Population sans doubles comptes |      |      |      |      |      |